# ジョージ・ヘリマン
ジョージ・ヘリマン（George Joseph Herriman、1880年8月22日 - 1944年4月25日）は、アメリカ合衆国の漫画家。

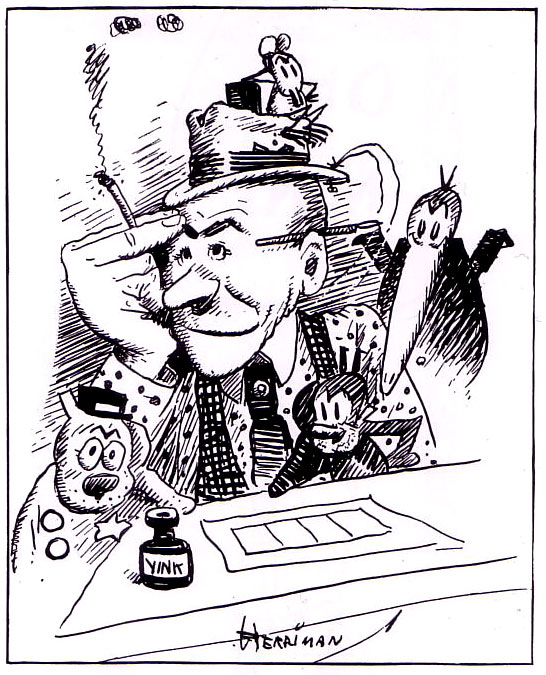
自画像1922-10-21

## 経歴・人物
ニューオリンズ生まれのクレオール人のムラートで、17歳のときからロサンジェルス・ヘラルドエグザミナー紙のイラストレーターとして働き、数々の新聞漫画を掲載する。そして、1913年、ウィリアム・ランドルフ・ハースト系のニューヨーク・イブニング・ジャーナル新聞にネコとネズミのドタバタマンガ『クレイジー・カット』(Krazy Kat)（1913年 - 1944年）を連載。

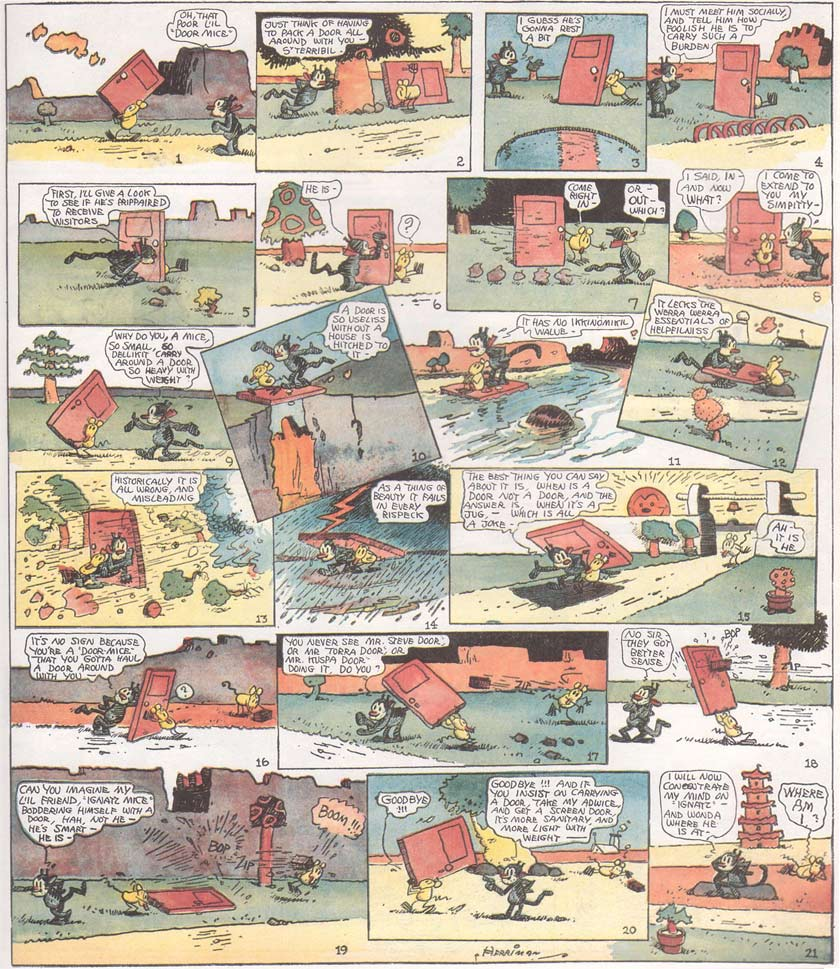
クレイジー・カット （１９２２年１月２１日）

『クレイジー・カット』は、単ページ6段20コマ以上が割られ、コマと地が自由に構成され、動線とともに擬音（onomatopoeia）が描き込まれている。

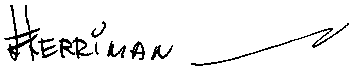
サイン
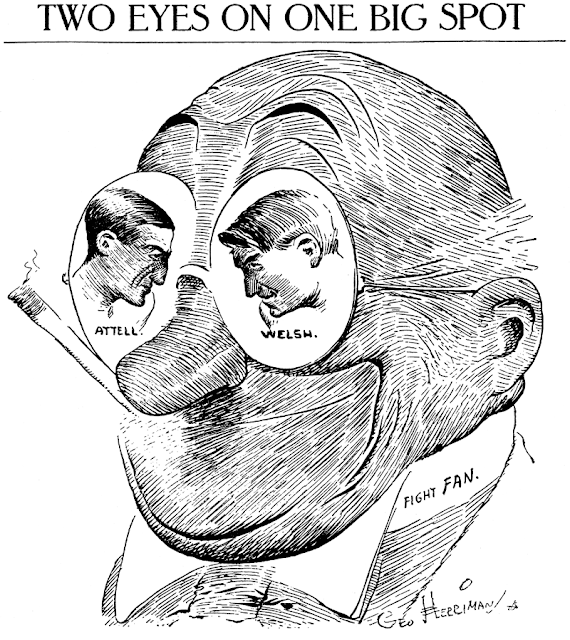
自画像
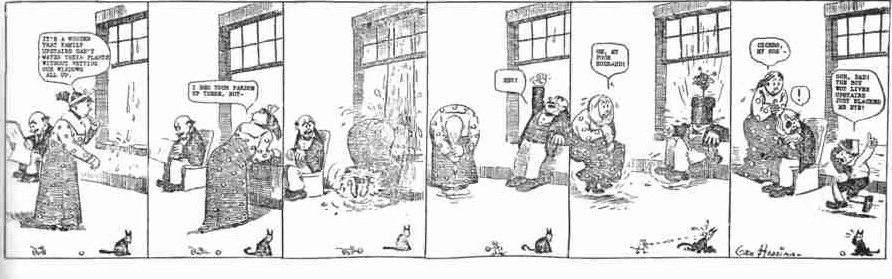
『クレイジーカット』にはじめてレンガが登場したシーン
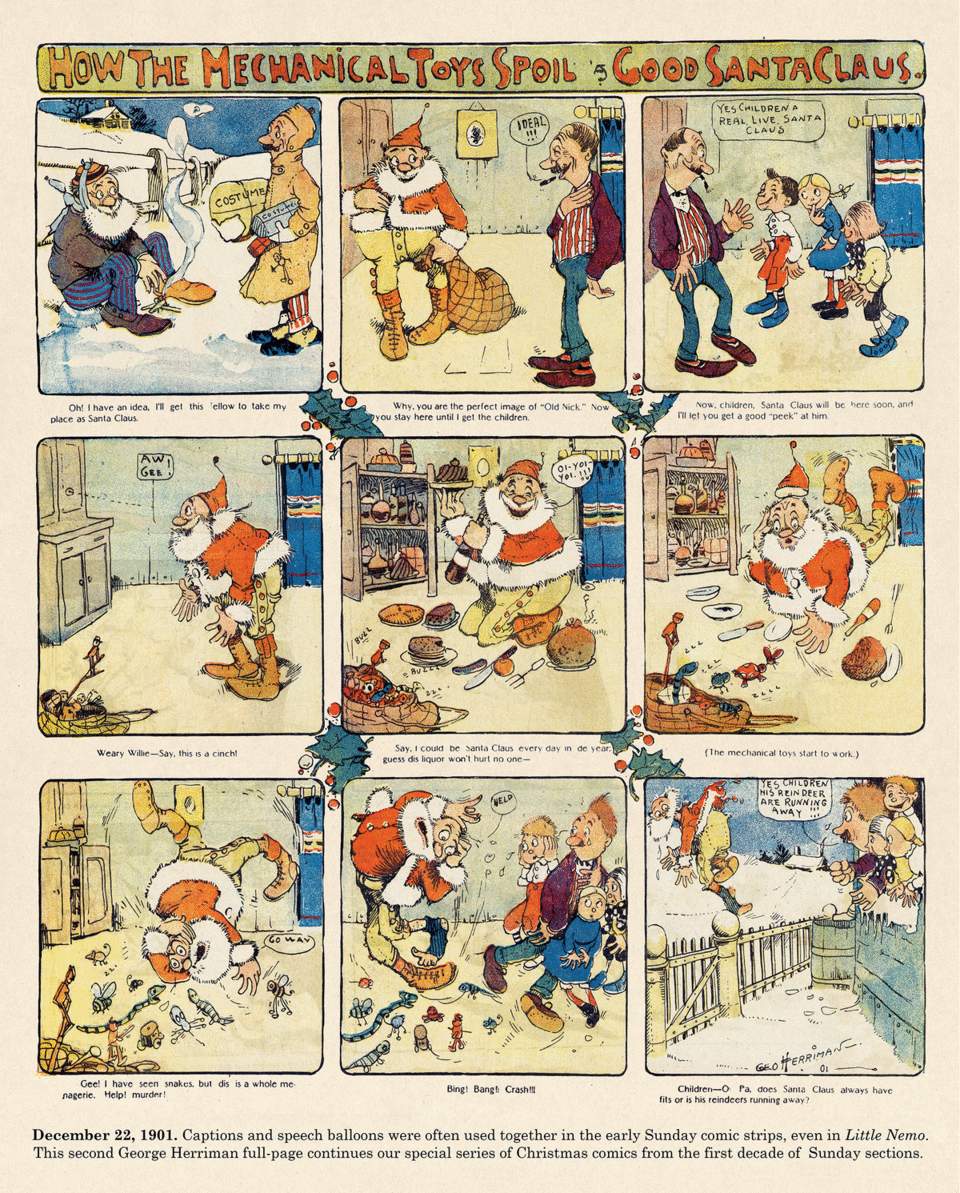
風刺漫画
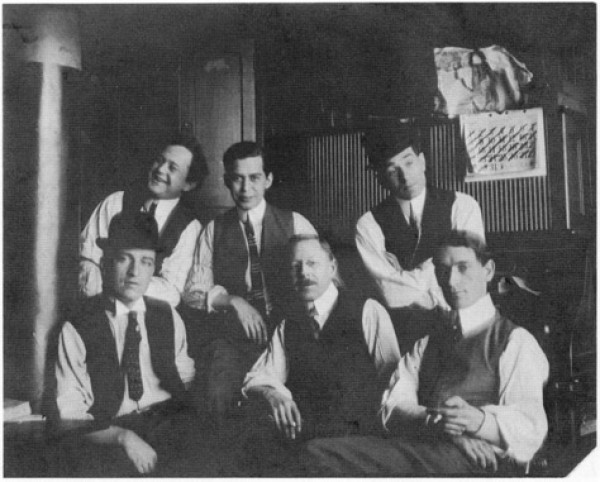
1911年1月31日のニューヨークイブニングジャーナルの漫画家。上、左から、ガス・メジャー（英語版）、チャールズ・ウェリントン、ジョージヘリマン下、左から、ハリー・ハーシュフィールド（英語版）、アイク・アンダーソン､タッド・ドーガン